# UTARI (アルバム)
『UTARI』（ウタリ）は、UTARIのインディーズミニ・アルバムである。

## 解説
初回プレス盤には、ステッカー封入。

## 収録曲
全曲　作詞/作曲/編曲：UTARI
1. SIGNAL
2. シュナ
3. SWELLING
4. HEART BEAT
5. Howling Heart
6. Rain Drop Street